# Béatrice de Brabant
Béatrice de Brabant (née en 1225; † 1288) fut langravine de Thuringe et reine d'Allemagne de 1246 à 1247.

## Biographie
Béatrice de Brabant est la fille du duc Henri II de Brabant et de Basse-Lorraine, et de Marie de Hohenstaufen, fille du roi des Romains Philippe de Souabe. Elle avait cinq frères et sœurs, dont le duc Henri III, et Marie qui fut exécutée pour infidélité par son époux, Louis le Sévère.
Elle épousa le landgrave Henri le Raspon le 10 mars 1241. Ce dernier, qui sera proclamé roi d'Allemagne par les factions en 1246, n'avait pu avoir d'enfant après trois ans de mariage de ses deux épouses précédentes, Élisabeth de Brandebourg (1206-1231) et Gertrude de Babenberg ; or cette dernière union restera également stérile, et Henri mourra en 1247, laissant le comté de Thuringe à son neveu Henri.
La même année, en novembre 1247, Beatrice épouse Guillaume III de Flandre († 6 juin 1251). Elle lui survivra 37 ans.
Bienfaitrice de l'abbaye de Groeninghe, dans la région de Courtrai, elle lui fait don de la statue de Notre-Dame de Groeninghe, qu'elle aurait reçu du pape Honorius IV en 1285.  Elle fait également don du cierge de Groeninghe, façonné à partir d'un fragment du cierge d'Arras, réputé miraculeux, qu'elle avait obtenu de l'évêque d'Arras la même année.